# 水の郷百選
水の郷百選（みずのさとひゃくせん）は、国土庁（現在の国土交通省）が水環境保全の重要性を広報するため、地域固有の水をめぐる歴史文化や優れた水環境の保全に努め、水を活かした町づくりや村づくりに優れた成果をあげている地域を1996年（平成8年）3月22日に認定したもの。

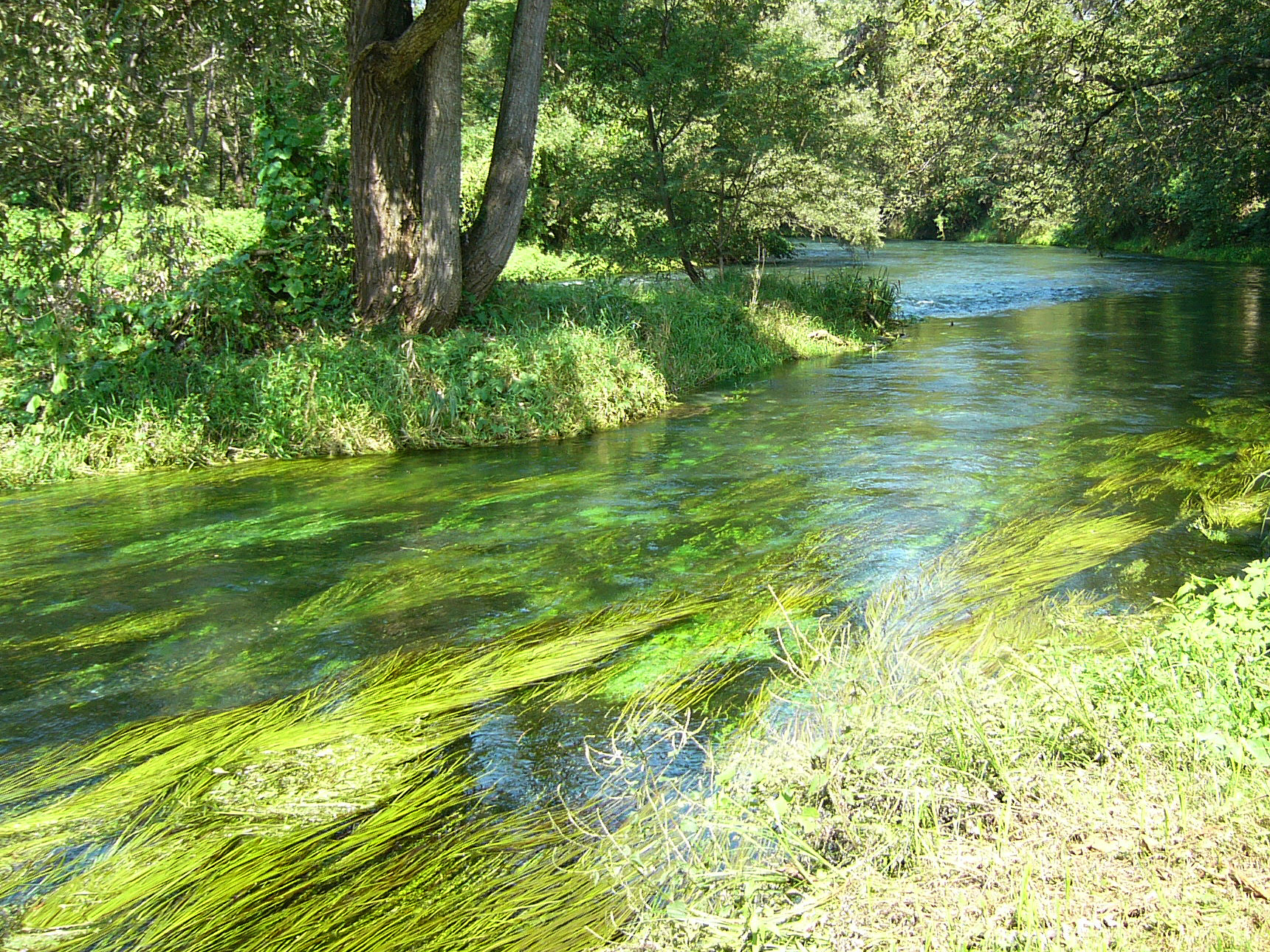
安曇野：穂高町（蓼川）

## 水の郷百選一覧
市町村合併のため、所在地名が変更になっている場合がある。

### 北海道・東北
| 都道府県名 | 市町村名             | テーマ                                                  |
| ---------- | -------------------- | ------------------------------------------------------- |
| 北海道     | 喜茂別町             | 人と自然がきらめく町                                    |
| 北海道     | 京極町               | 名水の里きょうごく                                      |
| 北海道     | 美深町               | 夢がふくらむ水と緑のユートピア                          |
| 北海道     | 大樹町               | 清流と出会い、ふれあい、共生するまち                    |
| 青森県     | 鶴田町               | ロマンかおる水辺空間「鶴の舞橋」                        |
| 青森県     | 十和田市             | 豊かな森と湖のまち                                      |
| 岩手県     | 盛岡市               | 水と緑に彩られた街・盛岡                                |
| 岩手県     | 胆沢町（現：奥州市） | 水と緑の散居のまち                                      |
| 岩手県     | 岩泉町               | 森と水のシンフォニーいわいずみ                          |
| 宮城県     | 石巻市               | ロマンあふれる水の都・石巻                              |
| 宮城県     | 七ヶ宿町             | 水守りの里・七ヶ宿                                      |
| 秋田県     | 北秋田市             | 森と湖とメロディーのまち                                |
| 秋田県     | 美郷町               | 清水と森の里                                            |
| 山形県     | 長井市               | 水と緑と花のながい                                      |
| 山形県     | 西川町               | 水をシンボルに「自然と共存する郷」                      |
| 山形県     | 遊佐町               | 水のすべてが集うまち                                    |
| 山形県     | 酒田市               | 潤う水の郷、やわた                                      |
| 福島県     | 郡山市               | 水と緑がきらめく未来都市郡山                            |
| 福島県     | 只見町               | 緑と水と心のふるさと                                    |
| 福島県     | 西郷村               | 伝えようきらめくながれとかがやく心 －源流の里－にしごう |

### 関東
| 都道府県名 | 市町村名                 | テーマ                                            |
| ---------- | ------------------------ | ------------------------------------------------- |
| 茨城県     | 土浦市                   | 水と緑と歴史のまち土浦                            |
| 茨城県     | 大子町                   | 水に生き水と活きる緑のふるさと大子町              |
| 栃木県     | 茂木町                   | もっとすてきに！夢の輝くもてぎまち                |
| 栃木県     | 烏山町（現：那須烏山市） | 人と自然と文化がふれあう町                        |
| 群馬県     | 前橋市                   | 水と緑と詩のまちまえばし                          |
| 群馬県     | 甘楽町                   | 心が通う元気あふれるまちづくり                    |
| 埼玉県     | 加須市                   | 昔ながらの武蔵野の田園風景を残す 「浮野の里」     |
| 埼玉県     | 寄居町                   | 荒川上流の伝承とまつりのまち                      |
| 埼玉県     | 北川辺町（現：加須市)    | 水輪のまち…きたかわべ                             |
| 千葉県     | 佐原市（現：香取市）     | 坂東太郎に育まれた 水と歴史にふれるまち佐原       |
| 千葉県     | 小見川町（現：香取市）   | 川風と歓声がとけあうまち…おみがわ                 |
| 東京都     | 墨田区                   | 水とともに生きる“川の手”すみだ                    |
| 東京都     | 日野市                   | 水辺に生態系を！                                  |
| 神奈川県   | 南足柄市                 | “水・郷土南足柄” 〜良質で豊かな水を活かしたまち〜 |
| 神奈川県   | 清川村                   | 水と緑の心の源流郷きよかわ                        |

### 北陸・甲信越
| 都道府県名 | 市町村名                                           | テーマ                                                    |
| ---------- | -------------------------------------------------- | --------------------------------------------------------- |
| 山梨県     | 小菅村                                             | 憩い、守り、集う源流のさとこすげ                          |
| 新潟県     | 豊栄市（現、新潟市）                               | 全国初「水の駅」から自然文化でまちづくり                  |
| 新潟県     | 小出町（現、魚沼市）                               | 流雪溝発祥の地こいで                                      |
| 新潟県     | 津南町                                             | 悠久の河岸段丘と湧き出る名水の里                          |
| 富山県     | 黒部市                                             | 名水の里住みよい黒部                                      |
| 富山県     | 砺波市                                             | 庄川の水と散居のなかに 花と緑の活力にみちたふるさととなみ |
| 富山県     | 入善町                                             | 水キラキラ町いきいき入善                                  |
| 富山県     | 庄川町（現、砺波市）                               | 豊かな水と緑の活力ある町・庄川                            |
| 石川県     | 小松市                                             | 届けます！こまつ発おいしい自然満載便                      |
| 石川県     | 輪島市                                             | 旅愁との出会い千枚田                                      |
| 石川県     | 美川町（現、白山市）                               | 川と海の出あい町                                          |
| 福井県     | 大野市                                             | 名水と朝市のまち越前おおの                                |
| 福井県     | 上中町（現、若狭町）                               | 緑とせせらぎに囲まれ活き活きとした 共生田園のまちかみなか |
| 長野県     | 箕輪町                                             | 日本一を目指すもみじが水源地を彩るまち                    |
| 長野県     | 木曽福島町（現、木曽町）                           | 木曽川と中乗りさんを愛する人々の住む町                    |
| 長野県     | 安曇野 （豊科町、穂高町、明科町） （現、安曇野市） | 水とロマンあふれる安曇野                                  |

### 東海
| 都道府県名 | 市町村名                                                         | テーマ                                                  |
| ---------- | ---------------------------------------------------------------- | ------------------------------------------------------- |
| 岐阜県     | 大垣市                                                           | 水と緑を生かしたまち大垣                                |
| 岐阜県     | 海津町（現、海津市）                                             | 0メートルに息吹く、ふれあいのまち                       |
| 岐阜県     | 八幡町（現、郡上市）                                             | 水とおどりと心のふるさと                                |
| 岐阜県     | 馬瀬村（現、下呂市）                                             | 馬瀬川エコリバーシステムによる 清流文化の創造           |
| 静岡県     | 三島市                                                           | 水と緑と人が輝く夢ある街三島 〜環境先進都市をめざして〜 |
| 静岡県     | 天竜市（現、浜松市）                                             | 森と川と人が織りなすあったかタウン天竜                  |
| 静岡県     | かわね郷 （川根町、中川根町、本川根町） （現、島田市、川根本町） | 川霧沸き立つグリーンゾーンかわね郷                      |
| 愛知県     | 旭町（現、豊田市）                                               | 川とともに生きるまち…あさひ                             |
| 三重県     | 長島町（現、桑名市）                                             | 歴史ある水郷のまち                                      |

### 近畿
| 都道府県名 | 市町村名               | テーマ                                                |
| ---------- | ---------------------- | ----------------------------------------------------- |
| 滋賀県     | 近江八幡市             | 古き商家と水郷のまちおうみはちまん                    |
| 滋賀県     | 甲良町                 | 心かよい人がきらめくせせらぎ遊園のまち                |
| 滋賀県     | 米原町（現、米原市）   | 水中花「梅花藻」ゆらぐ湧水の里まいはら                |
| 滋賀県     | マキノ町（現、高島市） | “水なくしては文化なし”心の基点マキノ                  |
| 京都府     | 美山町（現、南丹市）   | 清流・茅葺き民家歴史的景観を有する町                  |
| 大阪府     | 大阪狭山市             | ふれあいが人をはぐくむ水の郷                          |
| 兵庫県     | 豊岡市                 | コウノトリのまちかばんのまち 川とともに生きてきたまち |
| 兵庫県     | 上郡町                 | さわやかに歴史と未来の出逢うまち                      |
| 兵庫県     | 千種町（現、宍粟市）   | 人と人、人と自然にやさしい活力あるまち                |
| 奈良県     | 天川村                 | 天の国・木の国・川の国「名水の天川村」                |
| 和歌山県   | 美山村（現、日高川町） | 水とのふれあい心ときめくむら…みやま                   |

### 中国・四国
| 都道府県名 | 市町村名                                                           | テーマ                                              |
| ---------- | ------------------------------------------------------------------ | --------------------------------------------------- |
| 鳥取県     | 淀江町（現、米子市）                                               | 水と緑と史跡のまち                                  |
| 島根県     | 松江市                                                             | 未来への遺産宍道湖・松江堀川                        |
| 島根県     | 桜江町（現、江津市）                                               | 水を活かし、水に親しむまちづくり                    |
| 島根県     | 津和野町                                                           | 山陰の小京都史跡と鯉とロマンの町                    |
| 岡山県     | 岡山市                                                             | であいふれあい水の郷おかやま                        |
| 岡山県     | 加茂町（現、津山市）                                               | 人咲く、水と森の郷                                  |
| 広島県     | 広島市                                                             | 世界の平和に貢献する、 水と緑と文化のまち広島市     |
| 広島県     | 東広島市                                                           | 人間と自然の調和のとれたまちひがしひろしま          |
| 山口県     | 山口市                                                             | 自然と都市が共存し、 文化に彩られた21世紀の中核都市 |
| 山口県     | 萩市                                                               | 守ろう育てようするさとの川                          |
| 徳島県     | 徳島市                                                             | 水が生きているまち・徳島                            |
| 香川県     | 満濃町（現、まんのう町）                                           | 豊かな心と活力あふれる水と文化のまち                |
| 愛媛県     | 西条市                                                             | うちぬきが育む…水の都西条                           |
| 高知県     | 中村市（現、四万十市）                                             | 四万十の清流映えるまち                              |
| 高知県     | 嶺北地域 （本山町、大豊町、土佐町、 大川村、本川村（現、いの町）） | 四国三郎吉野川源流“れいほく”                        |
| 高知県     | 檮原町                                                             | 森林と水の文化のまち-ゆすはら                       |
| 高知県     | 十和村（現・四万十町）                                             | こいのぼりの里                                      |

### 九州・沖縄
| 都道府県名 | 市町村名                 | テーマ                                                                  |
| ---------- | ------------------------ | ----------------------------------------------------------------------- |
| 福岡県     | 柳川市                   | 水辺とひとが輝くまち柳川                                                |
| 福岡県     | 甘木市（現・朝倉市）     | 「水ひかる甘木」とっておきの田園交響市                                  |
| 佐賀県     | 佐賀市                   | さがのいいとこ磨き上げよう。 世界一のインテリジェント田園都市を目指して |
| 佐賀県     | 富士町（現、佐賀市）     | 緑と清流と温泉の町…富士町                                               |
| 佐賀県     | 神埼町（現、神埼市）     | 歴史と未来がひびきあうまち…かんざき                                     |
| 長崎県     | 島原市                   | 火山とともに生きる湧水と歴史の国民公園都市                              |
| 熊本県     | 熊本市                   | 水と緑のまち・くまもと                                                  |
| 熊本県     | 白水村（現、南阿蘇村）   | 水の生まれる里                                                          |
| 熊本県     | 嘉島町                   | 清水湧き心ふれあう嘉島町                                                |
| 熊本県     | 矢部町（現、山都町）     | 「虹の橋」立つうるおいの郷                                              |
| 大分県     | 日田市                   | 水と緑と歴史のまち…ひた                                                 |
| 大分県     | 竹田市                   | 水と緑のアクティブ文化都市－竹田                                        |
| 大分県     | 三重町（現、豊後大野市） | 水と緑と蛍光を名水と伝説の町・三重町                                    |
| 大分県     | 山国町（現、中津市）     | ほたるの飛び交う源流のまち                                              |
| 宮崎県     | 延岡市                   | 水とみどりと活力のある都市－のべおか－                                  |
| 宮崎県     | 綾町                     | 照葉樹林都市・綾                                                        |
| 鹿児島県   | 開聞町（現、指宿市）     | 水神の恵み湧きあふれる水郷かいもん                                      |
| 鹿児島県   | 川辺町（現、南九州市）   | 心やすらぐ清水の里                                                      |
| 沖縄県     | 玉城村（現、南城市）     | “グスクと水の里”たまぐすく                                              |

## 関連資料
- 水資源部水源地域対策課『水と緑の文化をはぐくむ「水の郷百選」の認定について」『人と国土』第22巻第2号、40-43頁、1996年。CRID 1520854805806196224
- 第木 輝夫「水と緑の文化をはぐくむ〔含 水の郷百選一覧〕」『社会教育』第51巻第8号、28-31頁、1996年。CRID 1523106605697428224
- 佐藤 隆幸「水と緑の文化をはぐくむ水の郷百選について」『月刊建設』第41巻第7号、15-17頁、1997年。CRID 1521136280113456128
- 「連載シリーズ「水の郷百選」掲載にあたって」『水と暮らしの今・昔 : 水の郷百選・水源の森百選認定のまち南足柄』南足柄市郷土資料館、2000年。CRID 1130282268880816512。掲載誌別題『Journal of ground water technology』。
- 小西 泰次郎、藤原 幹之「連載シリーズ「水の郷百選」掲載にあたって」『地下水技術』第44巻第9号、1-3頁、2002年。9CRID 1522262180235083776
- 藤ノ木 剛「水の郷百選・津南町の水活用と水環境保全」『地下水技術』第44巻第11号、3-7頁、2002年。CRID 1520291855204041728
- 小西 泰次郎「水の郷百選 名水の里 北海道・京極町 羊蹄のふきだし湧水」『地下水技術』第46巻第2号、1-26頁、2004年。CRID 1523669554789955840
- 原 美登里、酒井 拓明「沖縄県南城市におけるヒージャー・カーの水利用と水管理『日本地理学会発表要旨集』2013s号、、223-頁、2013年。CRID 1390282680672700032。